# Sportfreunde Preußen Konstadt
Sportfreunde Preußen Konstadt was een Duitse voetbalclub uit Konstadt, dat sinds 1945 het Poolse Wołczyn is.

## Geschiedenis
De club werd opgericht in 1910. In 1924 speelde de club in de Opper-Silezische competitie, in de Gau Oppeln. De club kwalificeerde zich voor de Bezirksliga, die het daaropvolgende seizoen ingevoerd werd, maar degradeerde daar na één seizoen. In 1927 werd de club laatste in de tweede divisie en werd na dit seizoen overgeheveld naar de zwakkere Midden-Silezische competitie, waar de club wel weer in de hoogste klasse werd ingedeeld.
De club won in 1928 alle vier de competitiewedstrijden en plaatste zich voor de Midden-Silezische eindronde, waarin ze meteen verloren van SSC 1901 Oels. Het volgende seizoen mocht de club als vertegenwoordiger van de regio Namslau naar de eindronde, ondanks een zevende plaats in de competitie. De club kreeg een veeg uit de pan van Breslauer SC 08 met 1-9. De volgende jaren wist de club zich niet meer te plaatsen voor de eindronde.
Na 1933 werd de competitie grondig geherstructureerd. De overheid ontbond alle competities van de Zuidoost-Duitse voetbalbond en voerde de Gauliga Schlesien in als nieuwe hoogste klasse. Uit Midden-Silezië werden enkel clubs uit Breslau toegelaten. Konstadt mocht echter ook niet aantreden in de Bezirksliga Mittelschlesien en werd teruggezet naar de derde klasse, waaruit de club niet meer kon promoveren.
Na de oorlog werd Konstadt Pools en werden alle voetbalclubs ontbonden.